# Старицкое (Саратовская область)
Старицкое — село в Энгельсском районе Саратовской области России, в составе Красноярского муниципального образования
Расположено в северной части Энгельсском районе на границе с Марксовским районом.
Население — 426 (2015)

## История
Основано в 1766 году как немецкая колония Рейнвальд. В 1768 году колония получила официальное русское название Старица. Первые поселенцы — 57 семей из Саксонии и Швабии. Колония относилась к Красноярскому колонистскому округу. До 1851 года округ относился к Саратовской губернии, в 1851 году передан Самарской губернии. С 1871 года село в составе Красноярской волости Новоузенского уезда Самарской губернии. По состоянию на 233 семьи было отведено 5918 десятин земли. В 1780 году часть колонистов выехала на Кавказ, в 1878 и 1905 годах — в Америку.
Согласно Списку населённых мест Самарской губернии 1910 года село населяли немцы, лютеране, 2574 мужчины и 2459 женщин, в селе имелись лютеранская церковь, земская и церковно-приходская школы, кирпичный завод, 1 паровая и 5 ветряных мельниц.
После образования трудовой коммуны (автономной области) немцев Поволжья и до ликвидации АССР немцев Поволжья в 1941 году административный центр Рейнвальдского сельского совета. Рейнвальдский сельсовет относился с 1921 года к Нижне-Караманскому району, с 1922 года — Красноярскому кантону, с 1927 года — Мариентальскому кантону, с 1935 года — в составе вновь образованному Красноярскому кантону. В голод 1921 года в селе родилось 117, умерли 329 человек. В период коллективизации организованы колхозы «Культурная революция» и «Рот Фронт».
В 1941 году немецкое население было депортировано. Как и другие населённые пункты Красноярского района, село включено в состав Саратовской области.

## Физико-географическая характеристика
Село находится в Низком Заволжье, в пределах Сыртовой равнины, относящемся к Восточно-Европейской равнине, при старице на левом берегу реки Большой Караман. Высота центра населённого пункта — 34 метра над уровнем моря. Рельеф местности равнинный. Почвы тёмно-каштановые.
По автомобильным дорогам расстояние до районного центра города Энгельс — 32 км, до областного центра города Саратова — 41 км.
Климат
Климат умеренный континентальный (согласно классификации климатов Кёппена — Dfa). Многолетняя норма осадков — 455 мм. Наибольшее количество осадков выпадает в июне — 45 мм, наименьшее в марте — 27 мм. Среднегодовая температура положительная и составляет + 6,8 °С, средняя температура самого холодного месяца января −9,9°С, самого жаркого месяца июля +23,0 °С.
Часовой пояс
Старицкое, как и вся Саратовская область, находится в часовой зоне МСК+1. Смещение применяемого времени относительно UTC составляет +4:00.

## Население
Динамика численности населения по годам:
| Годы      | 1767 | 1773 | 1788 | 1798 | 1816 | 1834 | 1850 | 1859 | 1889 | 1897 | 1905 | 1910 | 1920 | 1922 | 1926 | 1931 | 2002 |
| --------- | ---- | ---- | ---- | ---- | ---- | ---- | ---- | ---- | ---- | ---- | ---- | ---- | ---- | ---- | ---- | ---- | ---- |
| Население | 231  | 263  | 306  | 390  | 614  | 1104 | 1670 | 2211 | 3576 | 2948 | 5007 | 5033 | 3134 | 2191 | 2316 | 2931 | 430  |

| 2002 | 2010 | 2015 |
| ---- | ---- | ---- |
| 431  | ↘410 | ↗426 |